# 138th Street-Grand Concourse
138th Street-Grand Concourse è una fermata della metropolitana di New York, situata sulla linea IRT Jerome Avenue. Nel 2015 è stata utilizzata da 1 056 380 passeggeri.
È servita dalla linea 4 Lexington Avenue Express, attiva sempre tranne nelle ore di punta, e dalla linea 5 Lexington Avenue Express, attiva sempre tranne di notte.